# علی‌محمد حق‌شناس
علی‌محمد حق‌شناس (۱۴ اردیبهشت ۱۳۱۹، جهرم – ۱۰ اردیبهشت ۱۳۸۹، تهران) زبان‌شناس، فرهنگ‌نویس، شاعر ایرانی، استاد دانشگاه، مؤلف و مترجم بود. او ضمن استادی در گروه زبان‌شناسی دانشکدهٔ ادبیات و علوم انسانی دانشگاه تهران، مؤلف و مترجم آثار متعدد در زمینهٔ ادبیات، زبان‌شناسی، تاریخ زبان‌شناسی و فرهنگ‌های انگلیسی به فارسی و از اعضای شورای بازنگری در شیوهٔ نگارش و خط فارسی نیز بوده‌است. او همچنین رییس انجمن علمی نقد ادبی ایران بود. کتاب‌ فرهنگ انگلیسی به فارسی هزاره از آثار تألیفی وی برنده کتاب سال در بیستمین دوره کتاب سال جمهوری اسلامی شده‌است. حق شناس در سال ۱۳۸۵ به عنوان چهرهٔ ماندگار در بخش زبان‌شناسی معرفی شد.

## زندگی
ذوق خلاق و طبع روانش در آغاز راه او را به تدریس شعر انگلیسی رهنمون ساخت. . . . همواره تعدادی هم مستمع آزاد در "آرزوی باغ و گلستان" و دیدار "آن چهره مشعشع خندان" به کلاس می‌آمدند تا عجائب خدا را با دیدار معلمی پیامبرگونه نظاره کنند.
ترجمه، نقد و فرهنگ‌نویسی دلگرمی‌های دیگر حق‌شناس بود. در عرصه نویسندگی حق‌شناس کیمیاگر واژه‌ها بود. برابرنهاده‌هایش که برگرفته از معنای واژه و نیز مبین آهنگ آن است ذهن را از تصویر سرشار می‌کند.

جلال سخنور
علی‌محمد حق‌شناس در ۱۴ اردیبهشت ۱۳۱۹ در خانواده‌ای مذهبی از بیت آیت‌الله حق‌شناس در جهرم به دنیا آمد. پدرش بازرگان بود. دیپلم ادبی را از دبیرستان نمازی شیراز اخذ کرد. حق‌شناس از دانشسرای عالی تهران (دانشگاه تربیت معلم و خوارزمی کنونی) در رشتهٔ زبان و ادبیات فارسی لیسانس گرفت. در دوران دانشجویی دوست و همنشین بیژن نجدی بود. سپس عازم انگلستان شد و از دانشگاه لندن در رشتهٔ زبان‌شناسی و آواشناسی همگانی دکتری گرفت. وی در سال ۱۳۵۲ به ایران بازگشت. نخست در دانشگاه ملی (دانشگاه شهید بهشتی کنونی) و بعد در دانشگاه تهران به تدریس پرداخت. او در سال ۱۳۸۵ به عنوان چهرهٔ ماندگار معرفی شد. این چهره ماندگار زبان‌شناسی، از نوجوانی شعر می‌سروده و تخلصش در اشعار «حق شناس» بوده‌است. او کتاب فرهنگ هزاره را با همکاری حسین سامعی و نرگس انتخابی تألیف کرده که این کتاب، در دورهٔ بیستم انتخاب کتاب سال، از طرف وزارت فرهنگ و ارشاد اسلامی به عنوان کتاب سال معرفی و برگزیده شده است.

## درگذشت
حق‌شناس در روز جمعه ۱۰ اردیبهشت ۱۳۸۹ به علت بیماری در یکی از بیمارستان‌های تهران درگذشت و در کلاردشت دفن شد.

### تألیف
- آواشناسی، تهران: انتشارات آگاه، ۱۳۵۶
- فرهنگ انگلیسی به فارسی هزاره، تهران: انتشارات فرهنگ معاصر، ۱۳۷۹
- زبان و ادب فارسی در گذرگاه سنت و مدرنیته، تهران: انتشارات آگاه، ۱۳۸۲
- مجموعه مقالات ادبی زبان‌شناختی، تهران:انتشارات نیلوفر، ۱۳۷۰
- بازگشت دیالکتیک، تهران: انتشارات آگاه، ۱۳۵۸
- دستور زبان فارسی (ویژهٔ دوره‌های کاردانی و کارشناسی پیوسته و ناپیوستهٔ آموزش زبان و ادبیات فارسی تربیت معلم) (تألیف گروهی)، علی‌محمد حق‌شناس، حسین سامعی، سیدمهدی سمائی و علاءالدین طباطبایی، تهران: انتشارات مدرسه، ۱۳۸۷
- بودن در شعر و آینه (مجموعه شعر)
- زبان فارسی (۱)، (۲) و (۳): سال اول، دوم و سوم دبیرستان (تألیف گروهی)، به‌همراه احمد سمیعی گیلانی، حسین داوودی، محمدرضا سنگری، تقی وحیدیان کامیار و حسن ذوالفقاری.

### ترجمه
- تاریخ مختصر زبان‌شناسی (ترجمه)، نوشتهٔ آر.اچ. روبینز، نشر مرکز، ۱۳۷۰
- تاریخ زبان‌شناسی (ترجمه)، نوشتهٔ پیتر سورن، انتشارات سمت، ۱۳۸۷
- مکاتب زبان‌شناسی نوین در غرب (ترجمه)، نوشتهٔ پیتر سورن، انتشارات سمت، ۱۳۸۸
- بودا (ترجمه)، نوشتهٔ مایکل کریدرز، تهران: انتشارات طرح نو، ۱۳۸۳
- تولستوی (ترجمه)، تهران: انتشارات طرح نو، ۱۳۷۱
- رمان به روایت رمان‌نویسان (ترجمه)، تهران: نشر مرکز، ۱۳۷۰
- زبان (ترجمه)، اثر ادوارد ساپیر، تهران: انتشارات سروش، ۱۳۷۶
- زبان (ترجمه)، اثر لئونارد بلومفیلد، تهران: مرکز نشر دانشگاهی، ۱۳۷۹
- سروانتس (ترجمه) تهران: انتشارات طرح نو، ۱۳۷۳
- وطن‌فروش (ترجمه)، تهران: نشر مرکز، ۱۳۷۴

###### شاگردان
حق شناس در دانشگاه‌های تهران شاگردان زیادی داشت. گرچه در رشته زبان‌شناسی درس می‌داد، مشاوره پایان نامه دانشجویان دکترا و ارشد ادبیات فارسی را به عهده داشت. از مهم‌ترین شاگردانش در ادبیات فارسی این افراد هستند: قیصر امین پور، مسعود جعفری جزه، کوروش صفوی و حمید عبدالهیان.

## یادبود
به گزارش ایسنا، یکی از خیابان‌های شهر تهران (واقع در منطقه ۳) در سال ۱۴۰۰، به یادبود و بزرگداشت وی، به نام علی‌محمد حق شناس نام‌گذاری شد.